# コナン (プロレスラー)
コナン（Konnan）のリングネームで知られるチャールズ・アシュノフ（Charles Ashenoff、本名：Carlos Santiago Espada Moises、1964年6月6日 - ）は、キューバ・サンディアゴ出身のプロレスラー。

## 来歴
6歳でキューバからアメリカ合衆国に亡命。幼少期をフロリダ州マイアミで過ごす。1982年に地元の高校を卒業後、ストリートギャングの一員となった。更生後にアメリカ海軍に4年入り、ボクシングをしていた。

### キャリア初期
アメリカ海軍除隊後、カリフォルニア州のサンディエゴに移住しボディビルを始める。同地のプロレス団体のプロモーターに見出され、1987年1月6日にバハ・カリフォルニア州ティフアナのインディー団体でデビュー。
以降、1989年よりメキシコのUWA、1990年にはEMLLと転戦し、2月にはコナン・エル・バルバロ（Konnan el Barbaro）なるリングネームのマスクマンとしてFMWに初来日。当時FMWにコナンを紹介したレッド・バスチェンは「第二のマスカラスになりうる男」とコナンを評価した。
メキシコでは1991年6月9日、トーナメント決勝でシエン・カラスを破りCMLL世界ヘビー級王座の初代チャンピオンとなる。1992年7月、AAAに移籍。同年9月にはサイボーグをモチーフとした覆面レスラー、マックス・ムーン（Max Moon）に変身してWWFに登場するが、短期間で離脱（後任としてポール・ダイヤモンドが2代目マックス・ムーンに扮した）。
1994年11月、新日本プロレスのAAAルチャ・ワールドに参戦するため再来日。グラン浜田、ザ・グレート・サスケ、エル・サムライ、大谷晋二郎、ワイルド・ペガサス、ペロ・アグアヨらとタッグマッチで対戦した。
1995年10月6日、ポール・ヘイマン主宰のECWに初登場してサンドマンのECW世界ヘビー級王座に挑戦。11月18日開催のPPV "November to Remember 1995" ではジェイソン・ナイトから15秒で勝利を収めた。

### WCW
1996年より、WCWをアメリカでの主戦場に活動。参戦早々の1月29日、ワンマン・ギャングを破りWCW USヘビー級王座を獲得。7月にはUS王座をリック・フレアーに奪取された後に、ケビン・サリバン率いるモンスターユニットのダンジョン・オブ・ドゥームに加入。
1997年7月14日、一世を風靡した大型ユニットとして知られるnWoに加入。バフ・バグウェルらと中堅としてのポジションを確立した。1998年にはnWoが分裂し、ベビーフェイス側となるケビン・ナッシュがリーダーを務めるnWoウルフパックの一員となり、11月30日にはクリス・ジェリコからWCW世界TV王座を奪取している。
1999年、白nWoと赤nWoが一つにまとまるタイミングでnWoから追放される。その後はマスター・P率いるノー・リミット・ソルジャーズへの加入を経て、エディ・ゲレロ、レイ・ミステリオ・ジュニア、ビリー・キッドマンらとフィルシー・アニマルズ（Filthy Animals）なる新ユニットを結成。10月18日にミステリオ・ジュニアとのコンビでハーレム・ヒートからWCW世界タッグ王座を獲得し、11月25日にはキッドマンと組んで再びハーレム・ヒートから同王座を奪取するなど活躍した。
2000年にはナチュラル・ボーン・スリラーズ、ジェネラル・レクション率いるミスフィッツ・イン・アクション、クロニック（ブライアン・アダムス&ブライアン・クラーク）などのユニットを相手にタッグ王座を争った。このユニット間の抗争は2001年まで続いたが、最終的にWCWはWWFに買収されることになった。

### TNA
WCW崩壊後、TNAに2002年6月のPPVに参戦したことをきっかけに、2003年に正式に入団。BG・ジェイムス&ロン・キリングスとスリー・ライブ・クルー / 3LK（3 Live Kru）なるユニットを結成し、タッグ戦線で活躍。11月には3人でタッグ王座を保持していると主張するなどリング内外を暴れ回った。また、同年には古巣であるAAAに復帰。
2005年、BGのWWF時代の相方であるキップ・ジェイムス（ビリー・ガン）が入団し、3LKにメンバー入りしたことで4人となり、ユニット名を4LKへと改称。しかしBGとキップが二人で行動するようになり仲間割れが起きるようになり、結局BGとキップは4LKから離脱し、ジェイムス・ギャングとして活動。結局4LKは解散となった。
4LK解散後、ジェイムス・ギャングとの抗争中、コナン一人では抵抗できなくなってきたことから12月31日にアポロ、ホミサイドを呼び寄せてラテン・アメリカン・エクスチェンジ / LAX（The Latin American Xchange）なるヒスパニック系プロレスラーユニットを結成。後にヘルナンデス、マチェーテなどが加わり、LAXは一大勢力となった。2007年には人工関節置換術を受けたことから長期欠場。これをきっかけにTNAから退団することになった。

### AAA
TNA退団後、AAAと単独契約を交わし完全移籍。多国籍大型ユニットであるラ・リージョン・エクストランヘラ（La Legión Extranjera）を結成し、リーダーとして君臨。2007年より人工関節置換術を受けていたこともあり、マネージャー的な役割をしていたが、2013年4月より再び試合に出場している。

## 得意技
- テキーラ・サンライズ

変型ボストンクラブ。フィニッシャー
- 187

変型DDT
- フェイスジャム

変型フェイスバスター
- ジップロック

スタンディング・レッグロック
- スプラッシュ・マウンテン

スコット・ホールのアウトサイダーズ・エッジと同型のパワーボム
- スーパージャーマン・スープレックス
- ドロップキック

## 獲得タイトル
CMLL
- CMLL世界ヘビー級王座 ： 1回[2]

WCW
- WCW USヘビー級王座 ： 1回[6]
- WCW世界TV王座 ： 1回[7]
- WCW世界タッグ王座 ： 2回（w / レイ・ミステリオ・ジュニア、ビリー・キッドマン）[8]

WWC
- WWCユニバーサル・ヘビー級王座 ： 1回[9]
- WWC世界タッグ王座 ： 1回（w / カーリー・コロン）[10]

TNA
- NWA世界タッグ王座 ： 2回（w / BG・ジェイムス&ロン・キリングス）[11]

その他
- LAWAヘビー級王座 ： 1回
- IWAS世界ヘビー級王座 ： 1回
- IWC世界ヘビー級王座 ： 1回
- AAAアメリカヘビー級王座 ： 1回
- CW US北西タッグ王座 ： 1回（w / アート・バー）
- IWAS世界タッグ王座 ： 1回（w / レイ・ミステリオ・ジュニア）

## 入場曲
- Eye of the Tiger - Survivor
- In Yer Face - Howard Pfeifer
- Dead Man's Trousers
- Dungeon of Doom - Jimmy Hart
- Tear It Up - Jimmy Hart and H. Helm
- Rockhouse" - Jimmy Hart and H. Helm
- Wolfpac
- Psycho
- Bow Wow Wow - Konnan featuring Madd One
- Filthy
- Reason
- 3 Live K - 3 Live Kru
- Beware - 3 Live Kru
- Dawgz - Konnan